# Chiavi del cielo

Le chiavi incrociate nello stemma della Santa Sede simboleggia le chiavi del cielo affidate all'apostolo Pietro. Le chiavi sono una d'oro e una d'argento per rappresentare il potere di sciogliere e di legare. La chiave d'oro allude al potere nel regno dei cieli e la chiave d'argento indica l'autorità spirituale del papato sulla terra. La corda con gli archi che uniscono le impugnature alludono al legame tra i due poteri. La tripla corona (la tiara papale) rappresenta le tre funzioni del papa come "supremo pastore", "supremo maestro" e "supremo sacerdote". La croce d'oro su un globo sovrapposto alla tiara simboleggia la regalità di Gesù.

Le Chiavi del cielo, chiamate comunemente anche chiavi del Paradiso o chiavi di San Pietro, sono un antico simbolismo cristiano della Chiesa universale.

## Simbolismo

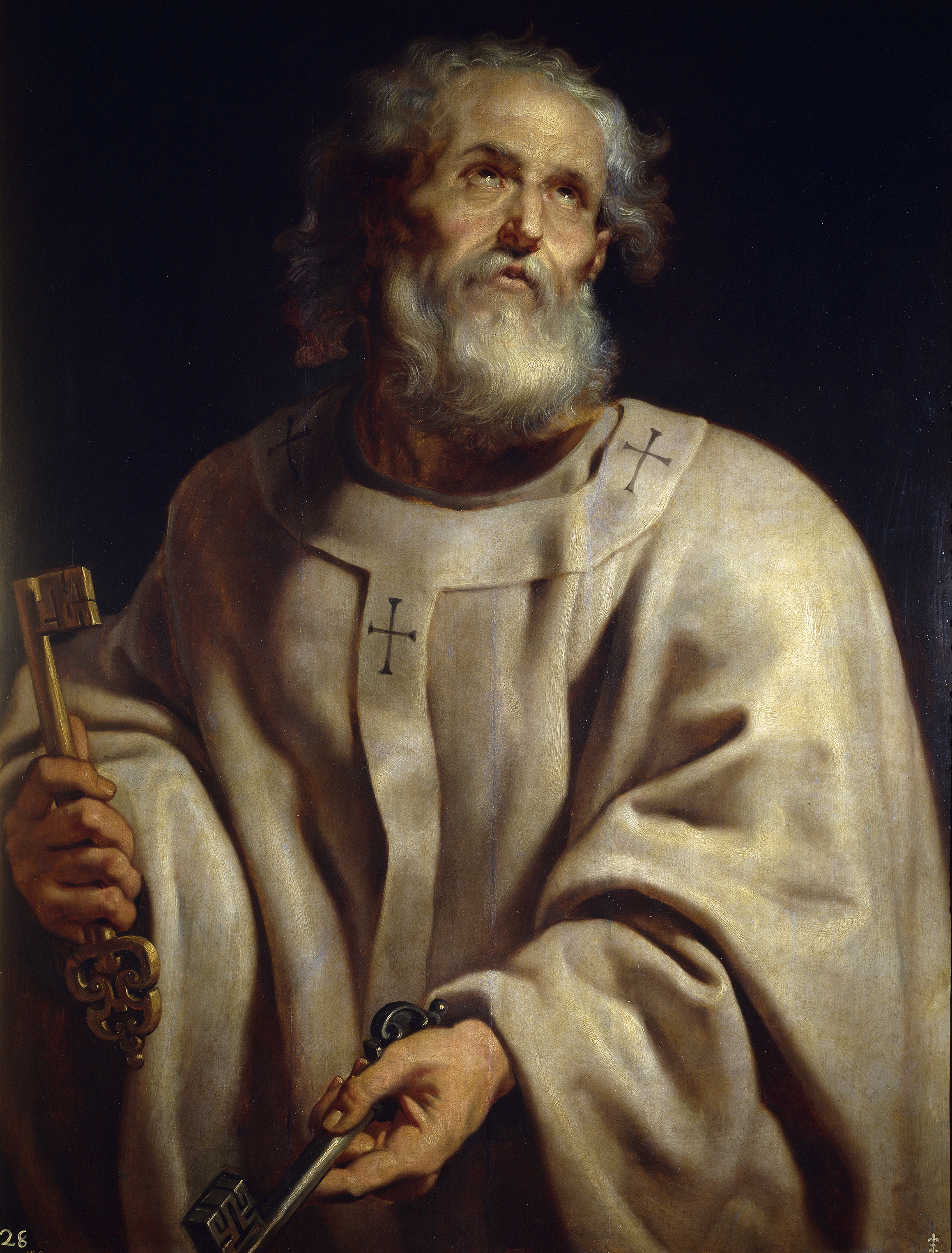
San Pietro raffigurato (da Peter Paul Rubens) con le chiavi del cielo in pugno.

Dopo la Risurrezione di Gesù il simbolo delle chiavi è stato ininterrottamente tramandato nell'araldica ecclesiastica, dagli armoriali dei papi (quelli individuali di ciascun papa), da quelli della Santa Sede e dello Stato della Città del Vaticano, in conformità al deposito della fede. Esse comprendono un'immagine delle chiavi incrociate che rappresentano le chiavi metaforiche della missione di san Pietro, le chiavi del cielo, o le chiavi del regno dei cieli, che, secondo il magistero della Chiesa cattolica, Gesù promise a san Pietro, dandogli il potere di compiere azioni vincolanti. Nel Vangelo secondo Matteo (Mt 16:19) Gesù dice a Pietro: "A te darò le chiavi del regno dei cieli, e tutto ciò che legherai sulla terra sarà legato nei cieli, e tutto ciò che scioglierai sulla terra sarà sciolto nei cieli."
Le chiavi del regno dei cieli di san Pietro sono viste come un simbolo dell'autorità papale: "Poiché egli [Pietro] ricevette le chiavi del regno dei cieli, il potere di legare e sciogliere è affidato a lui, la cura della Chiesa intera e il suo governo sono dati a lui [cura ei totius Ecclesiae et principatus committitur (Epist., lib. V, ep. xx, in P.L., LXXVII, 745)]". San Pietro, nelle iconografie cattolica e ortodossa, è spesso rappresentato con una chiave (o alcune chiavi) in mano. La stessa conformazione complessiva della Basilica di San Pietro ricorda vagamente una chiave; allusione alle chiavi affidate a san Pietro.
Dal XVI secolo per ogni papa viene creato un paio di chiavi simbolico che, alla morte del pontefice, viene sepolto con lui.
Versetti biblici riferiti a Pietro e alla sua posizione di autorità:  Is 22:20-23; Mt 10:2; Mt 16:18-19; Lc 22:32; Gv 21:17; At 2:14; At 10:46; Gal 1:18.
Versetti biblici riferiti al passaggio delle chiavi da papa a papa: At 1:20; At 6:6; At 13:3; At 8:18; At 9:17; 1Ti 4:14; 1Ti 5:22; 2Ti 1:6.on on

## Altri usi

Bandiera di Leida (città olandese)
Stemma di Leida